# Perrierophytum hispidum
Perrierophytum hispidum är en malvaväxtart som beskrevs av Bénédict Pierre Georges Hochreutiner. Perrierophytum hispidum ingår i släktet Perrierophytum och familjen malvaväxter. Inga underarter finns listade i Catalogue of Life.